# Mosteiro de Guelati
O Mosteiro de Guelati é um mosteiro na cidade de Cutáissi, Geórgia. Os edifícios principais do mosteiro foram erguidos entre o século XII e o XVII. É um complexo bem conservado, rico em mosaicos e pinturas de parede. A catedral e o mosteiro representam o florescimento da arquitetura medieval na Geórgia.

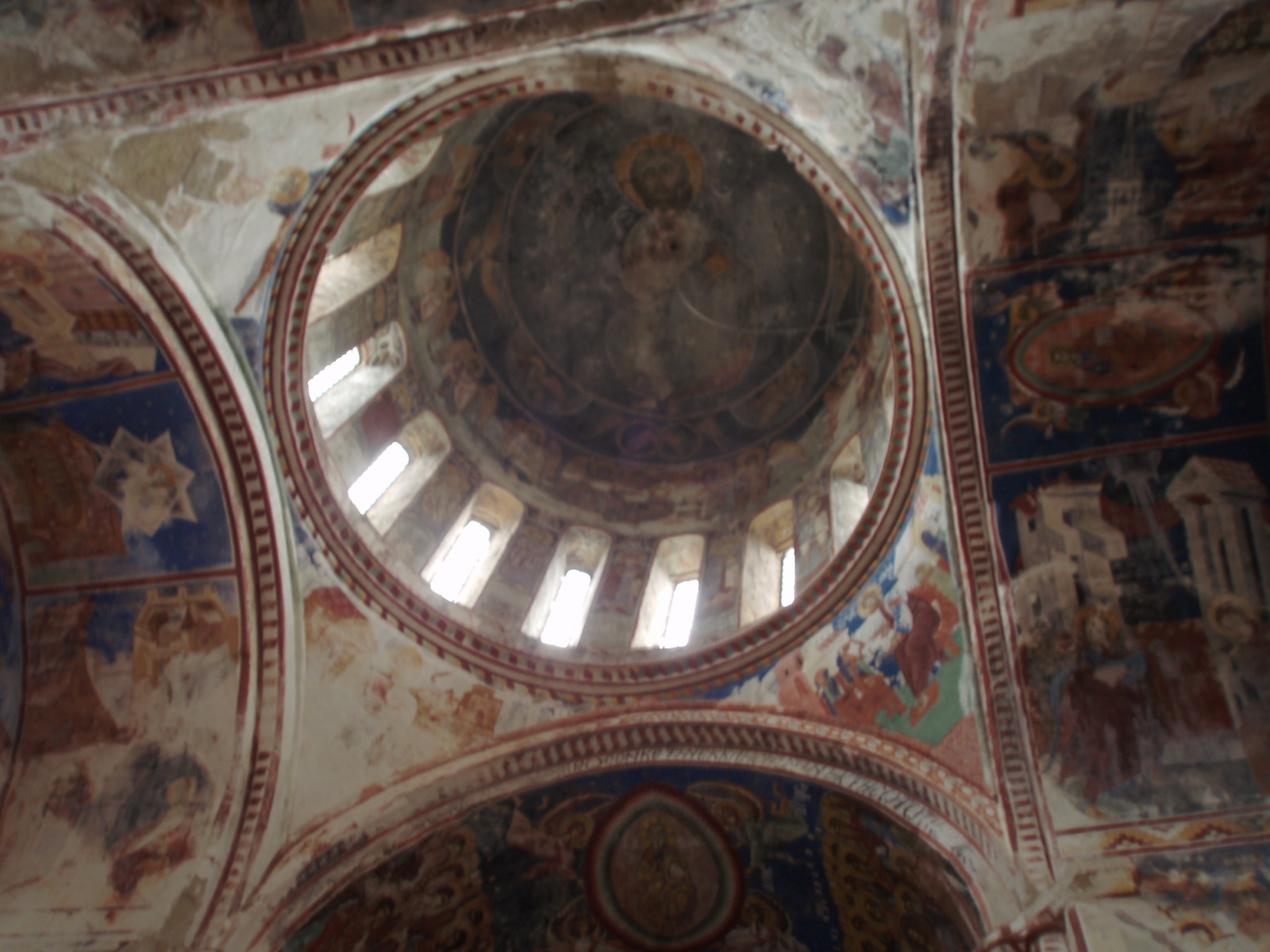
Fresco no mosteiro

Foi declarado, juntamente com a Catedral de Bagrati, Património Mundial da Unesco em 1994.

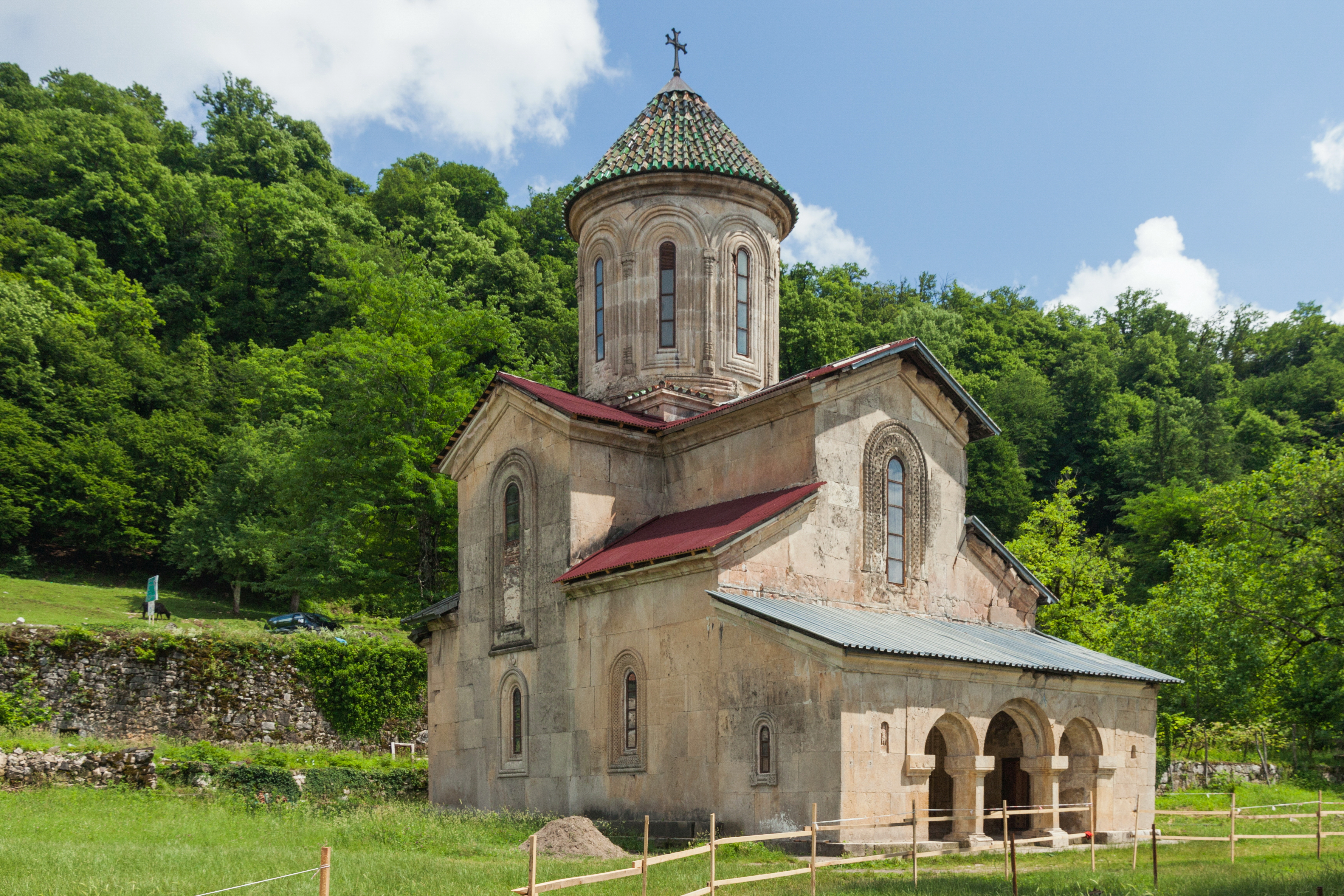
Igreja de São Jorge
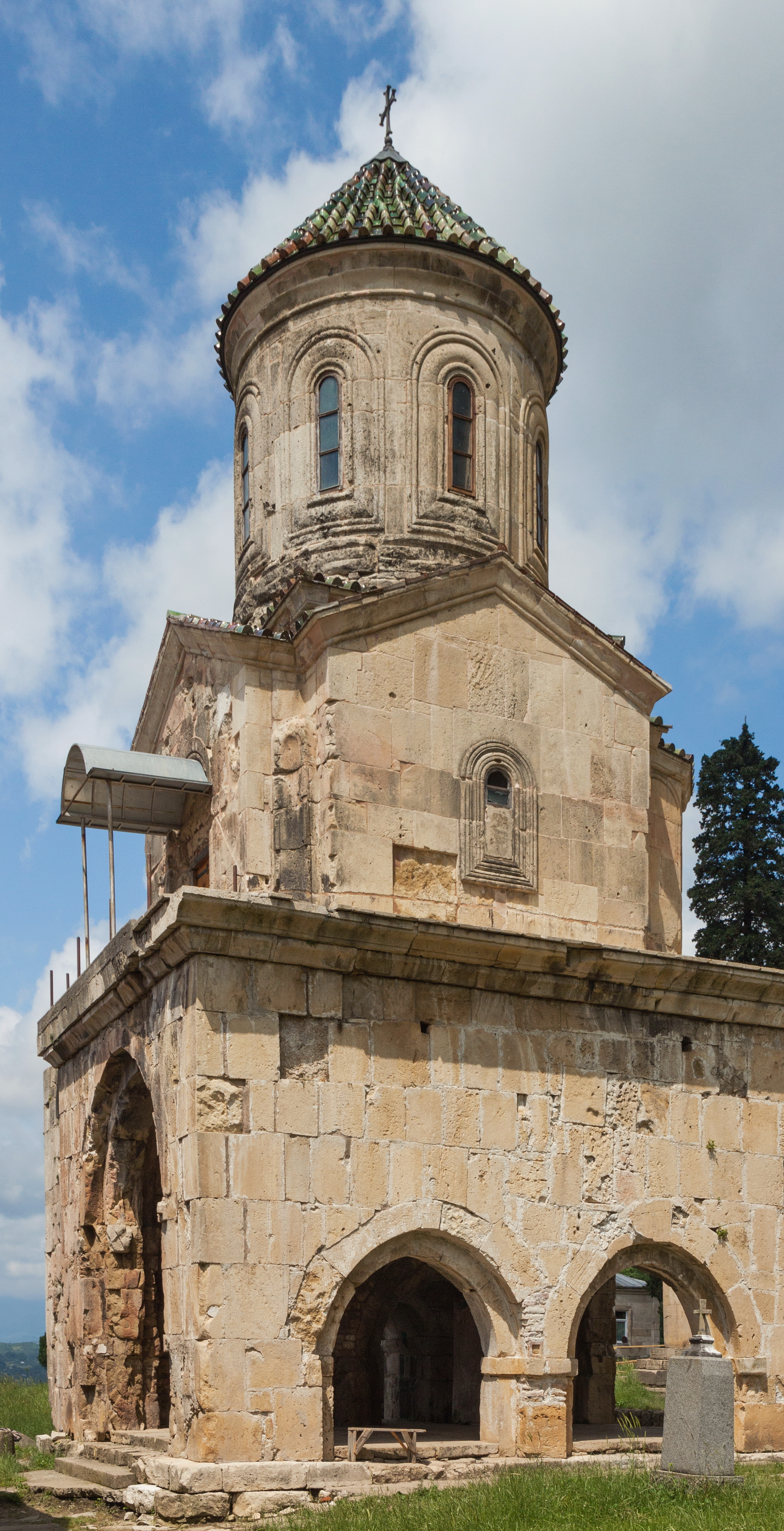
Igreja de São Nicolau
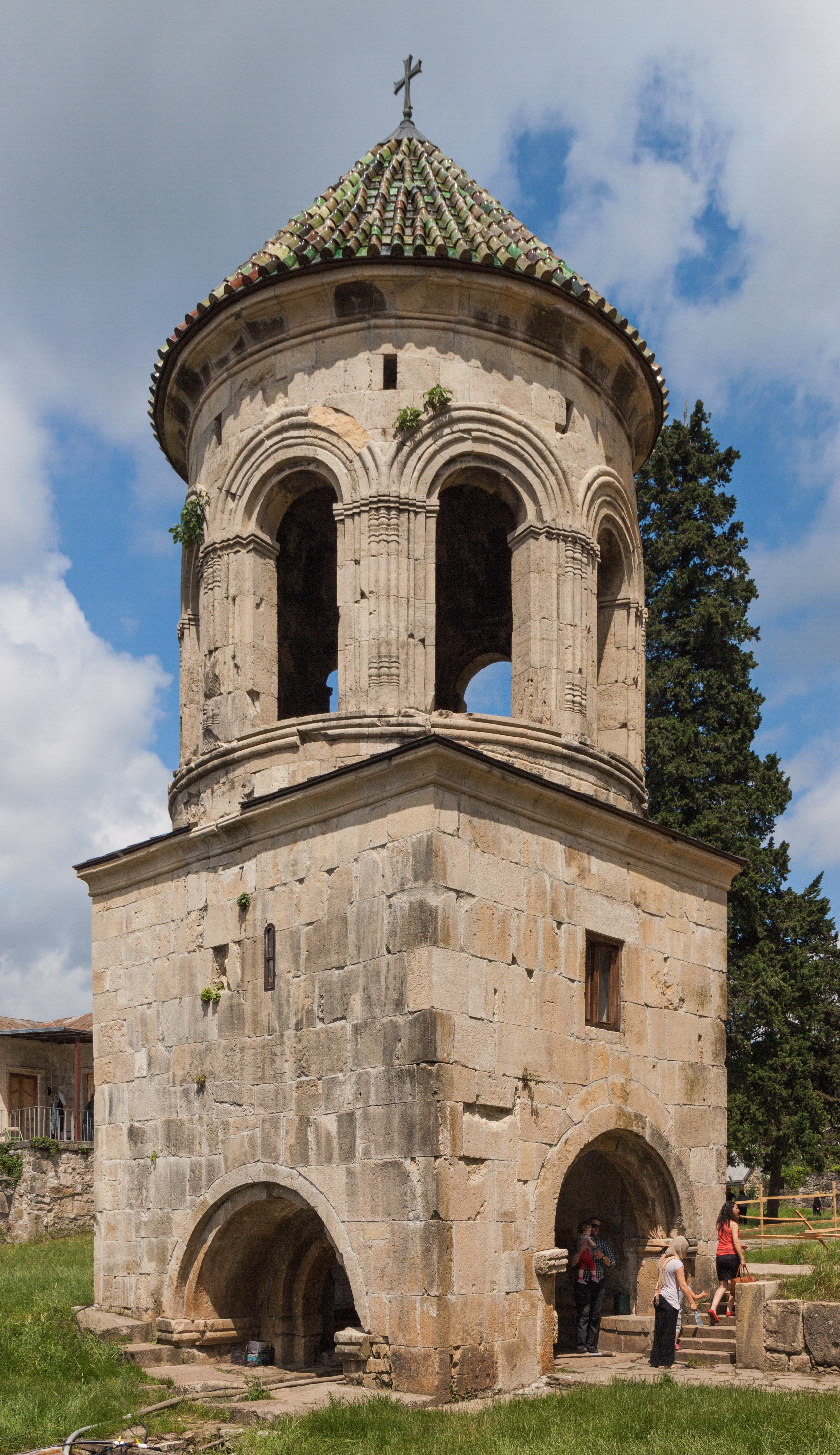
Campanário
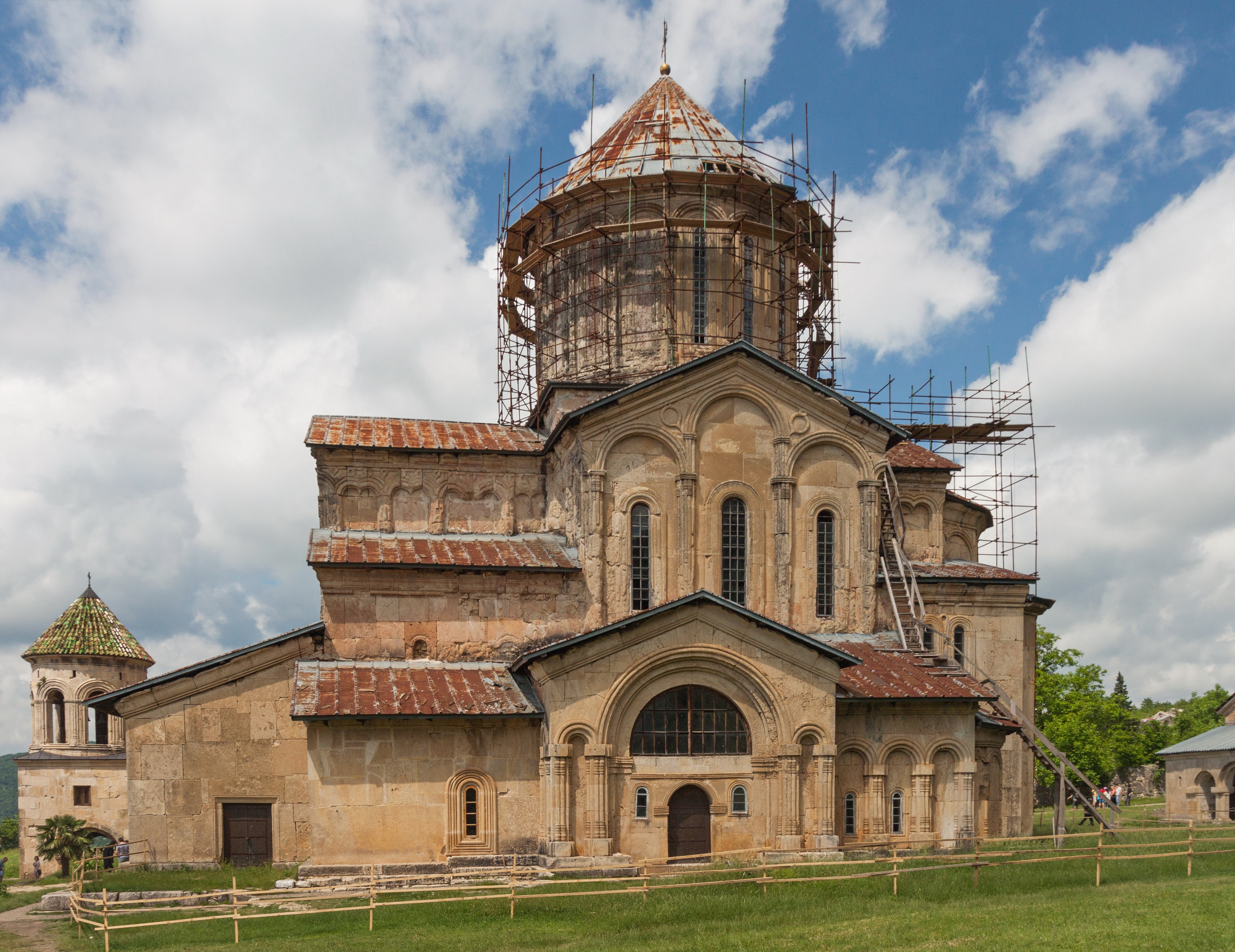
Catedral da Natividade da Virgem
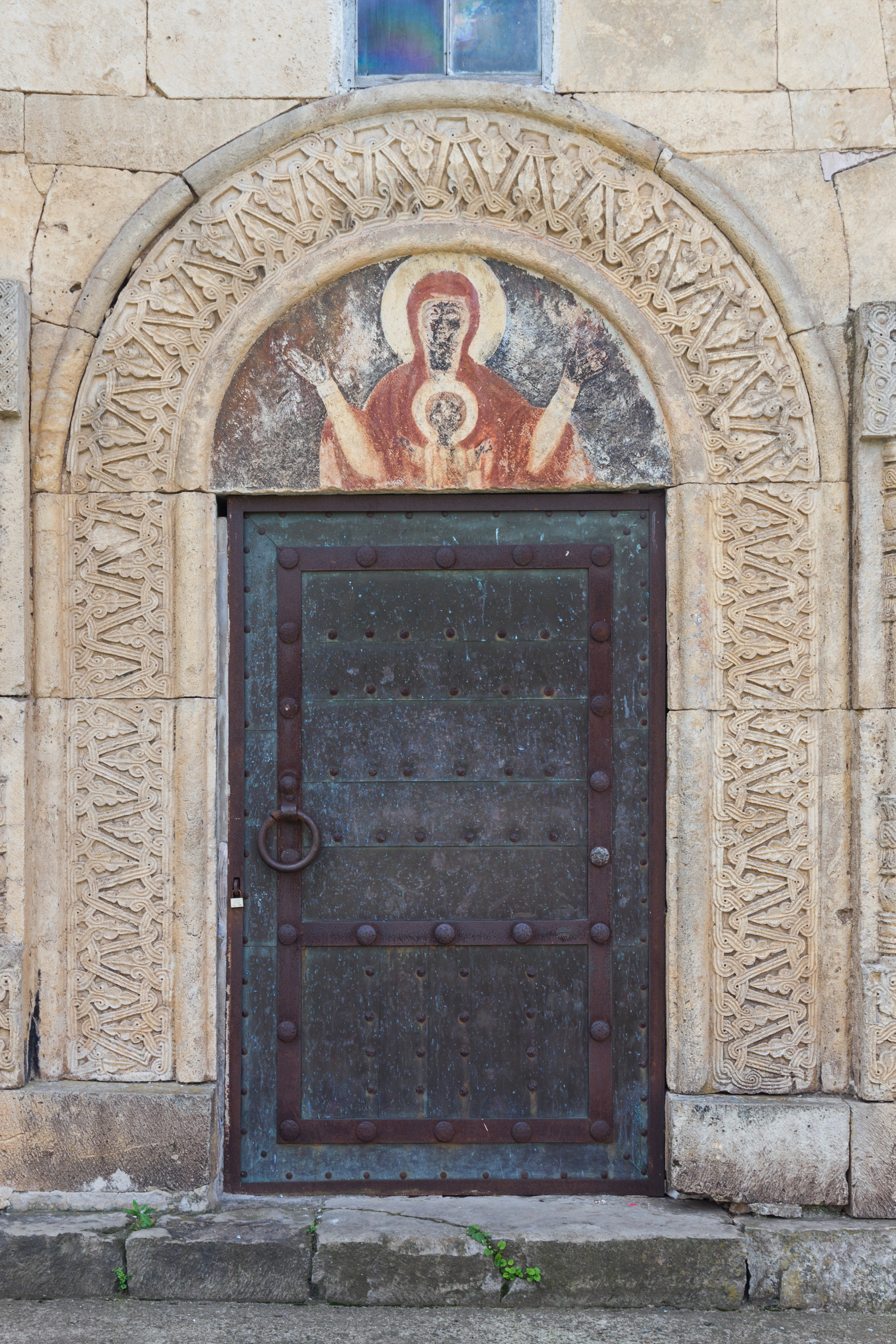
Portal na catedral
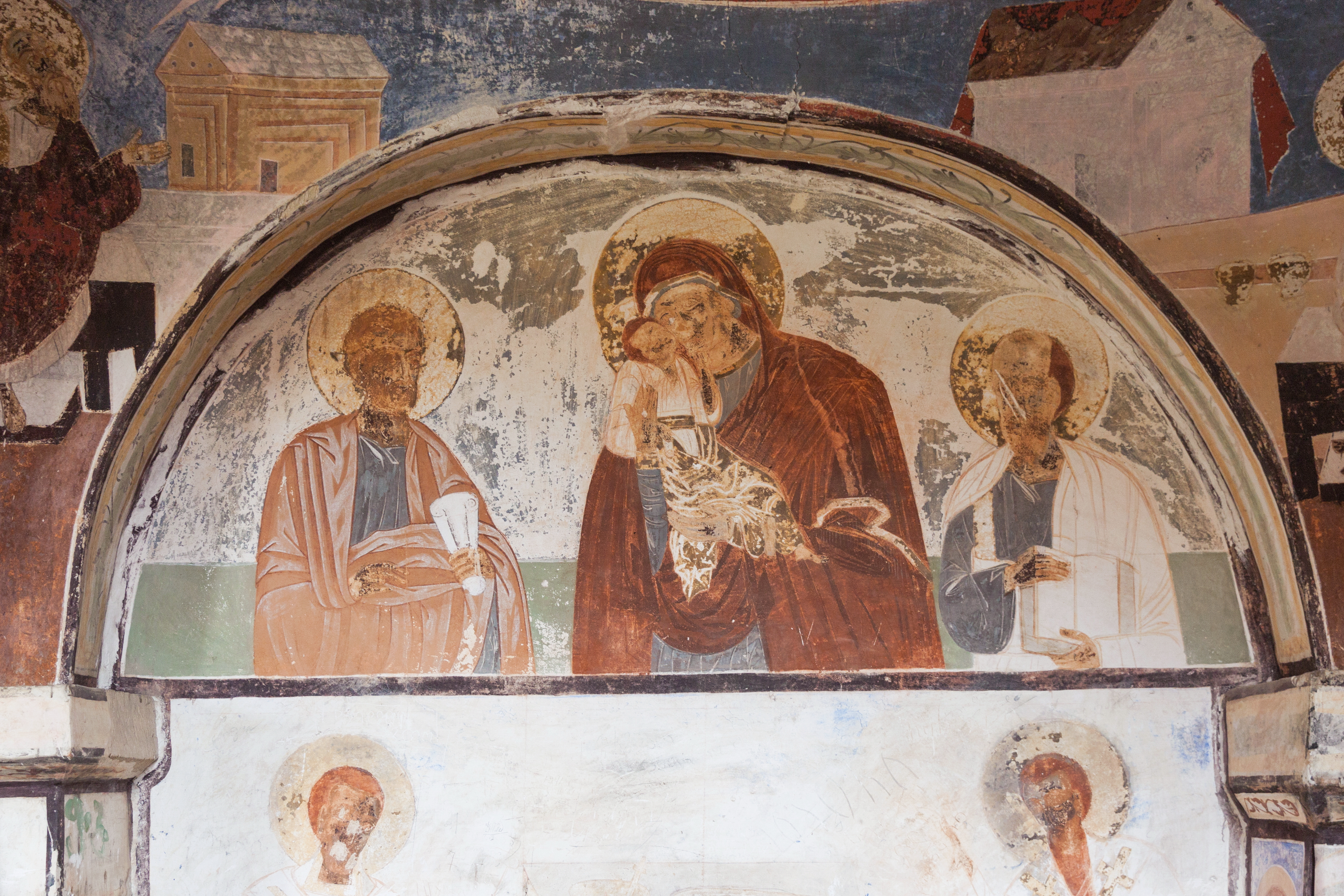
Afrescos na catedral
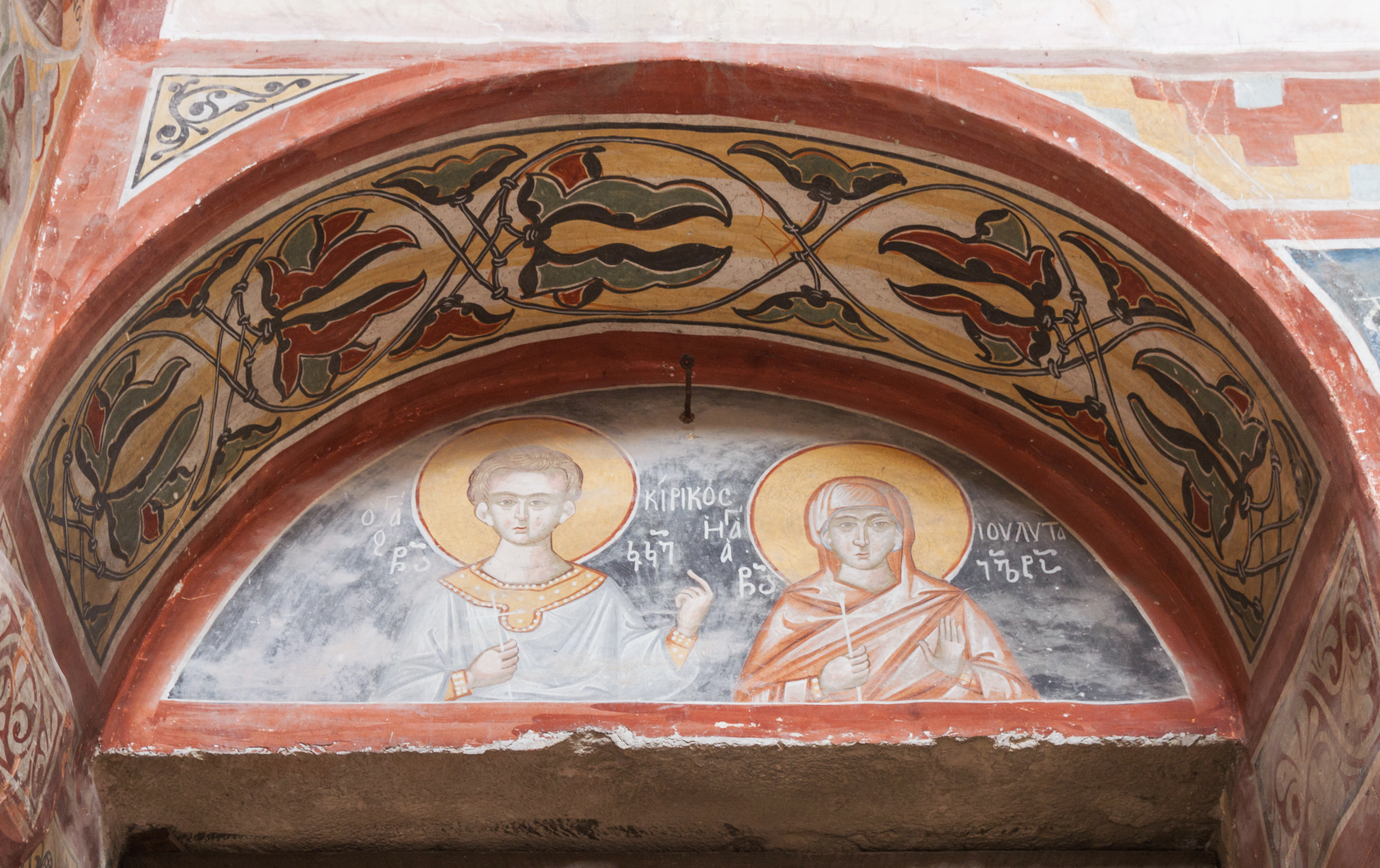
Afrescos na catedral